# Ixodes sigelos
Ixodes sigelos är en fästingart som beskrevs av Keirans, Clifford och Corwin 1976. Ixodes sigelos ingår i släktet Ixodes och familjen hårda fästingar. Inga underarter finns listade i Catalogue of Life.